# جيمس كلابر
جيمس كلابر (بالإنجليزية: James R. Clapper)‏ عسكري أمريكي متقاعد والمدير السابق للاستخبارات الوطنية الأمريكية، شغل كلابر عدة مناصب مهمة في مجتمع الاستخبارات الأمريكي منها مدير وكالة الاستخبارات الدفاعية، ووكيل وزارة الدفاع الأمريكية لشؤون الاستخبارات ومدير الوكالة الوطنية للاستخبارات الجيوفضائية.

## التعليم
تعلم في جامعة ميريلاند (كوليج بارك).

## مناصب وهيئات
أدار جامعة جورجتاون.

## الخدمة العسكرية
خدم في القوات الجوية الأمريكية.

## جوائز وترشيحات
حصل على جوائز منها:
- Commander of the National Order of Merit
- وسام الجو
- Air Force Distinguished Service Medal
- وسام "العمل الشجاع في الحرب الوطنية العظمى 1941-1945
- ميدالية النجمة البرونزية
- وسام الاستحقاق.

## روابط خارجية
- جيمس كلابر على موقع مونزينجر (الألمانية)
- جيمس كلابر على موقع إن إن دي بي (الإنجليزية)